# زرعات الأطراف الاصطناعية المتعددة PIP
هي شركة فرنسية تأسست في التسعينيات من القرن الماضي، أنتجت غرسات الثدي من هلام السيليكون. وصفت الشركة بشكل استباقي في عام 2010 بعد الكشف عن قيامها بتصنيع وبيع غرسات الثدي المصنوعة من السيليكون الصناعي الأرخص بشكل غير قانوني منذ عام 2001 (بدلًا من السيليكون الطبي الذي استخدموه سابقًا).
عثر على مئات الآلاف من الغرسات غير المعتمدة التي جرى بيعها عالميًا بواسطة PIP من عام 2001 إلى عام 2010 لديها خطر أعلى بنسبة 500٪ من التمزق أو التسرب من النماذج المعتمدة، فضلاً عن تورطها في العديد من الوفيات بسبب السمية الجهازية والعديد من حالات سرطان الثدي المستحث. ودفعت الفضيحة، التي أثارت مخاوف من كارثة صحية هائلة، إلى استدعاء كامل لزرعات الشركة من قبل وزارة الصحة الفرنسية في عام 2010، وبحلول ذلك الوقت كانت الشركة قد توقفت بالفعل.

## الفضيحة
بدءًا من تسعينيات القرن الماضي، أنتجت الشركة ما يقارب مليوني مجموعة من غرسات الثدي السيليكونية على مدى 20 عامًا. أصدرت الغرسات إلى دول أمريكا اللاتينية مثل البرازيل وفنزويلا والأرجنتين، وأسواق أوروبا الغربية بما في ذلك بريطانيا (25000) وألمانيا وإسبانيا وإيطاليا، وكذلك أستراليا (8900).
في أعقاب حكم إدارة الأغذية والعقاقير في عام 2000، الذي حظر زراعة الثدي المصنوعة من السيليكون في السوق الأمريكية (ما أدى إلى انخفاض المبيعات في جميع أنحاء العالم)، سعى ماس إلى «شد حزام PIP» وتعويض بعض حصته السوقية المفقودة عن طريق خفض التكاليف بشدة. على وجه الخصوص، كان لماس الفضل في فكرة أنه من خلال تحويل سيليكون PIP من الدرجة الطبية المشتراة من الخارج إلى الإنتاج الداخلي من الدرجة الصناعية، يمكن تحقيق وفورات ضخمة (في حدود 90٪) من شأنها أن تضمن بقاء الأرباح مرتفعة بغض النظر عن السوق. وكما لاحظ أحد مهندسي PIP في وقت لاحق، تضمن هذا القرار تغييرًا صغيرًا نسبيًا في صيغة السيليكون، بما يكفي بحيث لم تُلاحظ سوى الاختلافات السطحية في المنتج النهائي. ومع ذلك، لم تُتبع أي من اللوائح ذات الصلة لتصنيع الغرسات الطبية، ولم تُجر اختبارات ما قبل الإطلاق.

## الجدول الزمني
2000: توقفت مبيعات الغرسات في الولايات المتحدة بسبب قيام إدارة الأغذية والعقاقير بوقف اختياري لزراعة السيليكون.
2001: بدأت PIP في استخدام السيليكون الصناعي المصنع داخليًا غير المعتمد بدلًا من السيليكون الطبي في غالبية غرساتها.
2003: يمكن تتبع العلامات الأولى للمشاكل القانونية والخسائر المالية من خلال الإيداعات التنظيمية.
2009: ظهرت المخاوف في فرنسا لأول مرة في عام 2009 عندما بدأ الجراحون في الإبلاغ عن معدلات تمزق عالية بشكل غير طبيعي. ما أدى إلى سيل من الشكاوى القانونية وإفلاس الشركة.
2010: منحت TÜV Rheinland (منظمة ألمانية)، ومقرها في ألمانيا، شهادة جودة لعملية الإنتاج التي استخدمتها الشركة حتى مارس 2010. ومع ذلك، لم ينطبق هذا على نوع السيليكون المستخدم. وقال إريك مارياشيا، العامل السابق في حزب العمال الباكستاني ورئيس النقابة: «كان يجب أن تكون كيميائيًا لتلاحظ أي شيء». وقال أيضًا إن «المسؤولين ليسوا العمال بل رؤساء الشركة، لا سيما الأربعة الذين كانوا مرتبطين بالإنتاج وبالتالي مسؤولين عن جودته».
2010: في مارس 2010، وُضعت PIP في التصفية مع خسائر قدرها 9 ملايين يورو بعد أن استدعت وكالة السلامة الطبية الفرنسية غرساتها. في فحص لاحق لموقع التصنيع، وجد أن الشركة تستخدم السيليكون الصناعي غير المعتمد، بتكلفة 10٪ فقط من هلام معتمد.
2011: في 20 ديسمبر/ كانون الأول، قال مسؤولون فرنسيون إن خطة عمل جارية في أعقاب وفاة امرأة من (ALCL). أوصت الحكومة الفرنسية في 23 ديسمبر 2011 بأن تسعى 30,000 امرأة في فرنسا إلى إزالة غرسات الثدي المصنوعة من هلام السيليكون المشتبه بها من قبل شركة PIP المصدرة في جميع أنحاء العالم.
2013: عقدت محاكمة جنائية في فرنسا، وأرسل جان كلود ماس إلى السجن لمدة أربع سنوات.
2021: وجدت المحكمة الفرنسية أن TUV Rheinland مهملة ومسؤولة جزئيًا عن الأضرار.

## زراعة الصدر والخصية والأرداف
استخدم السيليكون السيئ لصنع «الصدر الذكري والخصية والأرداف أيضًا». جرى تدريب ثلاثة أشخاص خصيصًا للعمل مع آلة تصنع خصيتي السيليكون، حسب عامل سابق في PIP.
صُدِّرت معظم غرسات الصدر والأرداف والخصية للذكور إلى أمريكا اللاتينية.
أنشأت في فرنسا خطًا ساخنًا حكوميًا بحلول ديسمبر 2011.

## شركة جديدة
سُجلت شركة جديدة تحت اسم (France Implant Technologie) (FIT)، مع نجل ماس نيكولاس لوتشياردي، 27 عامًا، وابنته، بيجي لوتشياردي، 24 عامًا، على عنوان والدتهما دومينيك لوتشياردي التي كانت شريكًا مدنيًا سابقًا لماس.
حصلت الصحيفة المحلية نيس ماتين على خطة العمل التي تم فيها تسمية ماس «مستشارًا تقنيًا تجاريًا» للشركة ووصفها بأنها «عبقرية إبداعية». أُدرج اثنان من مديري PIP السابقين في مناصب عليا في الشركة. بهدف تصدير الغرسات إلى «الأسواق الأوروبية وأمريكا الجنوبية والصينية». والتخطيط لاستثمار قدره 2 مليون يورو لإعادة تشغيل مصنع PIP السابق، بهدف تصنيع 400 غرسة يوميًا مع نحو 20 عاملًا. ومع ذلك، قال نيكولاس لوتشياردي إن المشروع انهار بسبب التغطية الإعلامية للفضيحة، مضيفًا: «كان ذلك واضحًا».

## الأعقاب
تقول الجمعية البريطانية لجراحي التجميل (BAAPS) إن ضعف مراقبة ما بعد التسويق هو أصل الأزمة، وتقترح مراقبة أكثر صرامة لجميع الأجهزة الطبية بما في ذلك غرسات الثدي وجميع الحقن التجميلية، من خلال الإبلاغ الإلزامي المنتظم عن الآثار الضارة والتسوق الغامض. ينظر البروفيسور السير بروس كيو، المدير الطبي لـ NHS، في ما إذا كانت صناعة الجراحة التجميلية بحاجة إلى تنظيم أكثر فعالية.